# مارك فيرغسون (صحفي)
مارك فيرغسون (بالإنجليزية: Mark Ferguson)‏ هو صحفي أسترالي، ولد في 21 فبراير 1966 في تامورث في أستراليا.